# ريكستي مينتس
برنامج «ريك» التلفزيوني (بالإنجليزية: Rixty Minutes) الحلقة الثامنة من الموسم الأول من ريك ومورتي. تم عرضه لأول مرة على أدلت سويم في 17 آذار 2014. الحلقة كتبها توم كوفمان وجستن رويلاند وإخراج بريان نيوتن. في الحلقة، يشاهد ريك ومورتي كابل من أبعاد أخرى، بينما يشاهد جيري، وبيث، وسامر إصدارات واقعية بديلة لأنفسهم باستخدام زوج من النظارات متعددة الأبعاد. لقيت الحلقة استحسانًا وشاهدها حوالي 1.48 مليون مشاهد في الولايات المتحدة.

## الحبكة
عبر ريك عن اشمئزازه من جودة التلفزيون الحديث، ويستبدل صندوق الكابلات العادي لعائلة سميث بجهاز يسمح لهم بمشاهدة العروض من واقع لا نهائي. يتنقل ريك عبر القنوات لإظهار الاحتمالات اللامحدودة، بما في ذلك الواقع الذي يكون فيه جيري ممثلاً مشهور. جيري، بيث وسامر، متحمسون، توسلوا إلى ريك ليريهم حياتهم البديلة. قام بسحب زوج من النظارات متعددة الأبعاد التي ستسمح لهم بالرؤية من خلال أعين ذواتهم البديلة. يبقى مورتي مع ريك ويستمر الاثنان في مشاهدة مختلف الإعلانات التجارية ومقاطع من حقائق بديلة.
يتناوب جيري وبيث وسومر على استخدام النظارات الواقية. تعيش نفسية جيري البديلة حياة المخدرات والفجور، بينما ترى بيث نفسها تعمل على شخص بدلاً من حصان. ومع ذلك، وجدت سمر أن جميع الحقائق التي توجد فيها لم تتغير إلى حد كبير. يعترف جيري وبيث لسمر بأن حملها كان غير مرغوب فيه، وأن ولادتها منعتهما من تحقيق أهدافهما. هذا يزعج سمر بشكل كبير، وتعلن عن خططها للهروب.
بينما تبدأ سمر في حزم حقائبها، يحاول مورتي مواساتها. يُظهر سمر القبور التي حفرها هو وريك في الفناء الخلفي لمنزلهم في حلقة "جرعة "ريك" السحرية رقم 9", معترفاً بأن مورتي من واقعها مات، وأنه شقيقها من واقع آخر. ثم يختتم بالقول "لا أحد موجود عن قصد، لا أحد ينتمي إلى أي مكان، الجميع سيموت... تعالي لمشاهدة التلفزيون؟ توافق سمر على البقاء، ويعود الاثنان إلى الطابق السفلي لمشاهدة التلفزيون مع ريك.
يعود جيري إلى غرفة المعيشة ويخبر مورتي أنه وبيت قررا قضاء بعض الوقت بعيداً. يظهر التلفزيون فجأة الواقع البديل لجيري وهو يعاني من انهيار عصبي، يقود دراجة بخارية على طريق سريع أثناء ملاحقته من قبل الشرطة. يشاهدون بينما يصل جيري البديل إلى عتبة بيت بديلة، ويخبرها أنه يكره حياته ويأسف لعدم استمرار علاقتهما. بعد أن رأيا مدى أهمية علاقتهما ببعضهما البعض، اندفع بيث وجيري إلى أحضان بعضهما البعض.
في تسلسل ما بعد الائتمان، تراقب عائلة سميث الأخبار من «عالم هامستر إن بات». يسألون ريك مجموعة متنوعة من الأسئلة حول العالم حتى يقوم على مضض بإنشاء بوابة إليه حتى يتمكنوا من العثور على إجابات لأنفسهم. ثم تقضي الأسرة إجازة ممتعة في عالم الهامستر إن بات.

## الاستقبال
حظت حلقة برنامج "ريك" التلفزيوني بثناء كبير منذ صدورها، ومنذ ذلك الحين تمت الإشارة إليه على أنه أحد أفضل حلقات المسلسل بأكمله. أعطى مات فاولر من آي جي إن للحلقة 8.8 من 10, قائلاً: "لقد مر وقت طويل منذ أن تم تقديم سلسلة رسوم متحركة مثل هذه السلسلة - لم تضحي بالفكاهة من أجل الغرابة، ولكن دمجها معاً بشكل مثالي." زاك هاندلين من إيه. في. كلوب أعطى الحلقة A, وقال "في حالة عدم توضيح مراجعتي، فقد أذهلتني هذه الحلقة إلى حد كبير." أعطت ستايسي تايلور من نقابة المهوسين الحلقة 5/5، وقالت ذلك "برنامج "ريك" التلفزيوني, دون أدنى شك، تقترب من 20 دقيقة مثالية من التلفزيون كما أعتقد أننا قد نحصل عليها في أي وقت. " أعطى دن المهوس الحلقة 3.5 / 5, حيث قال جو مطر الكثير من الحلقة "هي فعليًا نفس النوع من الأشياء، وتحول الكثير من الحلقة إلى عرض تخطيطي غريب. ولكن، كما هو الحال مع جميع العروض التخطيطية (خاصة العروض المرتجلة), يكون الإخراج ناجحاً أو مفقوداً.

## وصلات خارجية
- برنامج "ريك" التلفزيوني على قاعدة بيانات الأفلام على الإنترنت

تصنيف:حلقات ريك ومورتي